# Ascension (eiland)
Ascension is een geïsoleerd liggend vulkanisch eiland in de Atlantische Oceaan. Het ligt ongeveer 1600 km uit de kust van Afrika en 2250 km van de Braziliaanse kust. De oppervlakte van rond 90 km² is ongeveer gelijk aan die van het Nederlandse eiland Terschelling. Het valt onder de jurisdictie van Sint-Helena, Ascension en Tristan da Cunha en is een overzees gebiedsdeel van het Verenigd Koninkrijk. Het belangrijkste eiland Sint-Helena ligt circa 1300 km naar het zuidoosten. Het schaars bevolkte Tristan da Cunha bevindt zich 3730 km naar het zuiden. De hoofdplaats van Ascension is Georgetown. Op het eiland is een basis van de RAF gevestigd, die ook wordt gebruikt door de US Air Force. De Europese Ruimtevaartorganisatie beschikt er over een volgsysteem voor raketten en de NASA heeft een telescoop om ruimteschroot in de gaten te houden.

## Geologie
Ascension is geologisch van jonge leeftijd, het is de top van een vulkaan die een miljoen jaar geleden boven de zeespiegel uitrees in de nabijheid van de mid-Atlantische rug. De laatste eruptie vond mogelijk plaats in de 16e eeuw. Er zijn tientallen slapende kraters. De bodem bestaat grotendeels uit vulkanische slakken.

## Geschiedenis

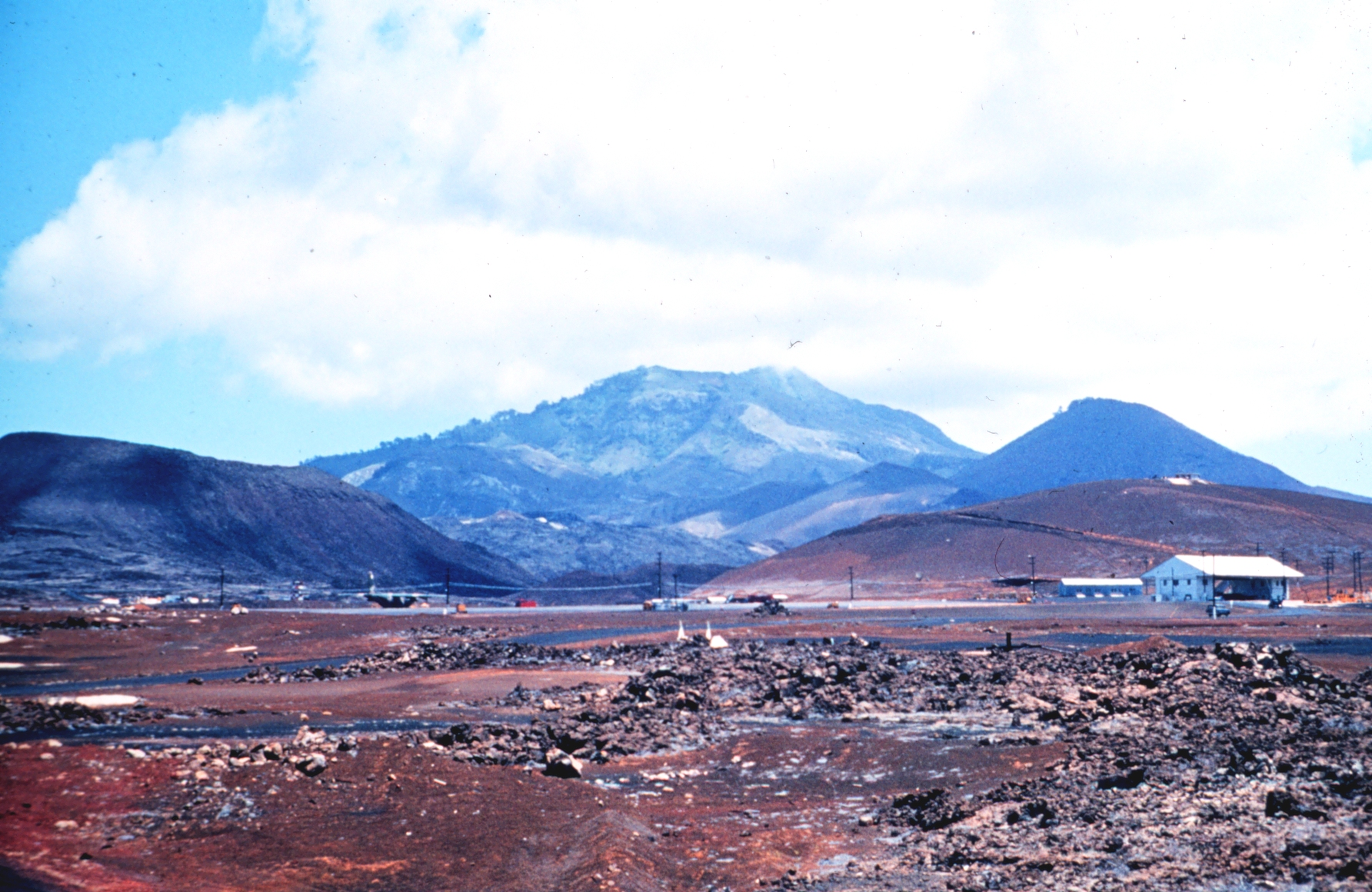
Landschap van Ascension

Het eiland werd in 1501 ontdekt door de Portugese zeevaarder João da Nova Castelia, maar die ontdekking had verder geen gevolgen. Met de herontdekking door de Portugese admiraal Afonso de Albuquerque op Hemelvaartsdag 1503 kreeg het eiland de naam Asençâo (Hemelvaart), wat later in het Engels Ascension werd. Het droge en woeste eiland was voor de Portugezen niet aantrekkelijk genoeg om te claimen. Het had slechts nut als leverancier van vers vlees voor passerende schepen in de vorm van zeevogels en schildpadden. De Portugezen brachten er geiten naartoe als voedselbron voor toekomstige zeelui.
Er is een geval bekend dat het eiland gebruikt werd als openluchtgevangenis voor een Nederlandse scheepsofficier: Leendert Hasenbosch werd in mei 1725 bij Clarence Bay aan land gezet wegens sodomie. Britse zeelui vonden zijn tent, bezittingen en dagboek in januari 1726 maar van hemzelf ontbrak ieder spoor. Het eiland kreeg pas enige bewoning toen Napoleon Bonaparte in 1815 op Sint Helena gevangen werd gezet. Britten gingen toen op Ascension wonen om te voorkomen dat het eiland door Frankrijk ingenomen zou worden. In 1823, twee jaar na de dood van Napoleon, werd het eiland overgenomen door de Royal Navy.
In de Tweede Wereldoorlog bouwden de Amerikanen er een luchtmachtbasis. Deze diende voor de ondersteuning en bevoorrading van de Consolidated PBY Catalina vliegboten die werden ingezet tegen Duitse onderzeeboten. Ook was het een stopplaats voor Amerikaanse vliegtuigen op weg naar de strijdgebieden in Europa en Afrika. Tijdens de Koude Oorlog werd de basis in de jaren zestig geschikt gemaakt voor grotere vliegtuigen. De landingsbaan werd geschikt gemaakt als uitwijkmogelijkheid voor de spaceshuttle maar is daarvoor nooit gebruikt. In die tijd was het de langste landingsbaan ter wereld.
Tijdens de Falklandoorlog in 1982 werd het eiland gebruikt als uitvalsbasis van bommenwerpers en tankvliegtuigen van de Royal Air Force, en als bevoorradingspunt voor de uit Engeland komende schepen van de Royal Navy op weg naar hun posities bij de Falklandeilanden of Zuid-Georgië en de Zuidelijke Sandwicheilanden. De keuze viel op Ascension, omdat het zuidelijker en dichter bij de Falklandeilanden gelegen Sint-Helena voor 2015 nog niet over een vliegveld beschikte.

## Politiek
Ascension vormt samen met Sint Helena en Tristan da Cunha een Brits overzees gebiedsdeel. Sinds 2002 kent Ascension een Eilandraad (Island Council) met de bedoeling om de besluitvorming deels op lokaal niveau te brengen. Deze heeft echter niet continu gefunctioneerd. De Sint Helena, Ascension en Tristan da Cunha Constitution Order 2009 werd september 2009 van kracht. Hiermee werd onder andere de macht van de gouverneur ingeperkt. Het eiland heeft een eigen rechtssysteem; veel ervan is gebaseerd op de wetten van Sint Helena en een deel op Engelse wetten.

## Flora en fauna
De invloed van de mens op het natuurlijk milieu is groot geweest. In 1836 deed de Beagle Ascension aan. Charles Darwin beschreef het als een droog, boomloos eiland. De schaarse vegetatie voedde ongeveer 600 schapen, veel geiten en een paar koeien en paarden, alle ingevoerd of nakomelingen daarvan. Diverse plantensoorten werden tot uitsterven toe opgegeten. Verder signaleerde hij grote aantallen parelhoenders, ingevoerd vanaf de Kaapverdische Eilanden, ratten, muizen en landkrabben. Hij merkte op dat de bewoners van de centrale berghellingen moeite deden om hun tuinen en akkers op orde te hebben en zorgvuldig de waterbronnen beheerden "zodat geen druppel verloren zou gaan".
In 1843 bezocht botanicus en ontdekker Joseph Hooker het eiland. Vier jaar later kwam hij met een langetermijnplan, ondersteund door Darwin, om bomen naar Ascension te verschepen. De bomen zouden regenwater vasthouden en de grond verbeteren. Vanaf 1850 arriveerden jaar op jaar schepen met een assortiment bomen en struiken uit botanische tuinen in Argentinië, Europa en Zuid-Afrika. Tegen 1880 groeide er een overvloed aan Norfolk pijnbomen (Araucaria heterophylla), eucalyptus- bamboe- en bananenbomen op Green Mountain, het hoogste deel van het eiland. Dit vormt nu een tropisch nevelbos dat zich nog geleidelijk uitbreidt. Tot de endemische plantensoorten behoren diverse varens en de ernstig bedreigde Euphorbia origanoides. De uitgestorven gewaande Anogramma ascensionis werd in 2010 weer ontdekt, waarmee het aantal endemische soorten weer op zeven komt. De Mexicaanse doorn (prosopis juliflora) werd geïntroduceerd door medewerkers van de BBC die in 1966 een relaisstation kwamen bouwen. Deze boomsoort kan 12 meter hoog worden, met zeer diep reikende wortels om water te bereiken. Ze doet het goed op de woeste lavagronden en woekert voort ten koste van andere soorten. Uitbreiding tot over de stranden is een nadeel voor de schildpadden die daar eieren leggen. De plaatselijke autoriteiten overwegen de soort aan banden te leggen wat lastig is omdat vanuit achtergebleven wortels nieuwe exemplaren groeien.
Het grootste landdier dat van oorsprong op het eiland voorkomt is de Johngarthia lagostoma, een krabbensoort. De groene zeeschildpad komt van november tot mei op het strand om eieren te leggen. Door beschermende maatregelen is het aantal nesten sinds 1970 vervijfvoudigd.
Veel voorkomende vogelsoorten zijn:
- Ascensionfregatvogel (Fregata aquila), 3.000 broedparen (endemische soort)
- Witkapnoddy (Anous minutus), 10.000 paar
- Bonte stern (Onychoprion fuscatus), 200.000 paar
- Maskergent (Sula dactylatra), 4.000 paar

Tegenover de oostkust ligt het kleine eilandje Boatswain Bird Island. Het is een veilige plek voor zeevogels die een schuilplek zochten voor verwilderde katten en ratten. Ascension werd na een succesvolle campagne die vier jaar duurde, in 2006 vrij verklaard van verwilderde katten. In 2012 broedden er voor het eerst sinds het midden van de 19e eeuw weer enkele paren fregatvogels op Ascension.
Ascension is door BirdLife International aangewezen als Important Bird Area (belangrijk vogelgebied).

## Bevolking
Het aantal inwoners ligt rond de 900. Van hen zijn 700 afkomstig van Sint Helena, ruim 100 uit het Verenigd Koninkrijk, 70 uit de Verenigde Staten, en een tiental uit overige landen. De belangrijkste plaats is Georgetown; het tweede dorp is Two Boats, waar ook de school staat voor leerlingen tot 16 jaar. De bases van de RAF en USAF zijn bewoond met personeel. Voor een bezoek aan het eiland is een visum verplicht.

## Economie
De economische activiteiten bestaan uit de militaire bases bij het vliegveld en het Atlantisch relaisstation van de BBC. Brandstof wordt om de twee maanden per tanker aangevoerd en opgeslagen. De belangrijkste exportproducten zijn postzegels, herdenkingsmunten en vislicenties voor commerciële tonijnvangst met vislijnen.

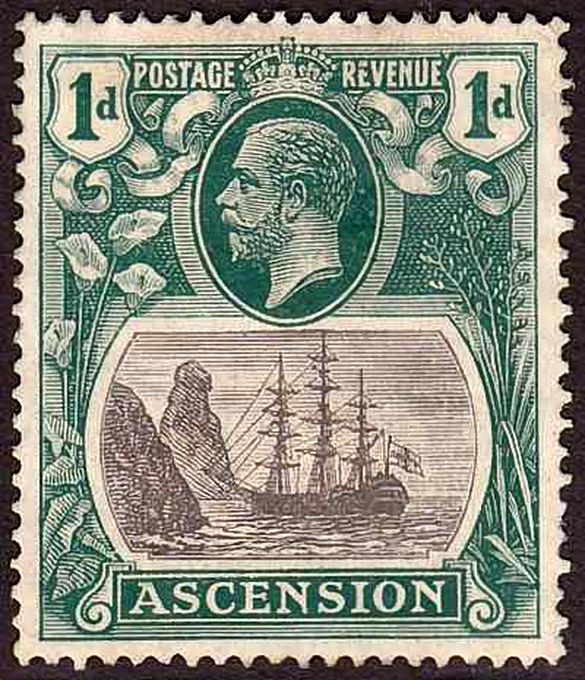
Postzegel van Ascension

Een ander exportproduct is de internet domeincode .ac die wel gebruikt wordt door kleinere Britse scholen en musea wegens de gelijkenis met de code ac.uk die is gereserveerd voor gevestigde opleidingsinstituten.

## Toerisme
Tot rond 2000 was er vrijwel geen toerisme door het ontbreken van transport en accommodatie. Tegenwoordig biedt de RAF op beperkte schaal luchtvervoer aan het publiek en is in Georgetown een hotel geopend. Op Green Mountain staan enkele vakantiehuizen. Toeristen moeten een visum tonen; de meesten komen om te sportvissen. Ook beschikt het eiland over "de slechtste golfbaan ter wereld".

## Klimaat
Ascension heeft een tropisch woestijnklimaat (BWh volgens de indeling van Köppen) met temperaturen die aan de kust variëren tussen 23 °C (nacht) en 30 °C overdag. Op het hoogste punt is het 5 à 6 graden koeler. De jaarlijkse temperatuurschommeling is gering. Hoewel het eiland op ruim 7° zuiderbreedte in de tropen ligt is de gemiddelde jaarlijkse regenval met 142 mm erg laag. Er zijn op aarde weinig gebieden die zo dicht bij de evenaar een woestijnklimaat hebben. Dit wordt hier mogelijk veroorzaakt door de relatief lage temperatuur van het oceaanwater omdat de Benguelastroom en de Zuidequatoriale stroom ten westen van Afrika naar het noorden, later noordwesten stromen. Ook door het ontbreken van grote landmassa's is er weinig convectie. Dat in dit gebied vrijwel geen tropische cyclonen voorkomen heeft waarschijnlijk dezelfde oorzaken.
De natste maand is april met 33 mm, de droogste maanden zijn november t/m januari met 4 mm per maand. Het aantal zonuren per jaar bedraagt 2.650. Maart is de zonnigste maand met 276 uur, november de somberste met 159 uur.

## Afbeeldingen

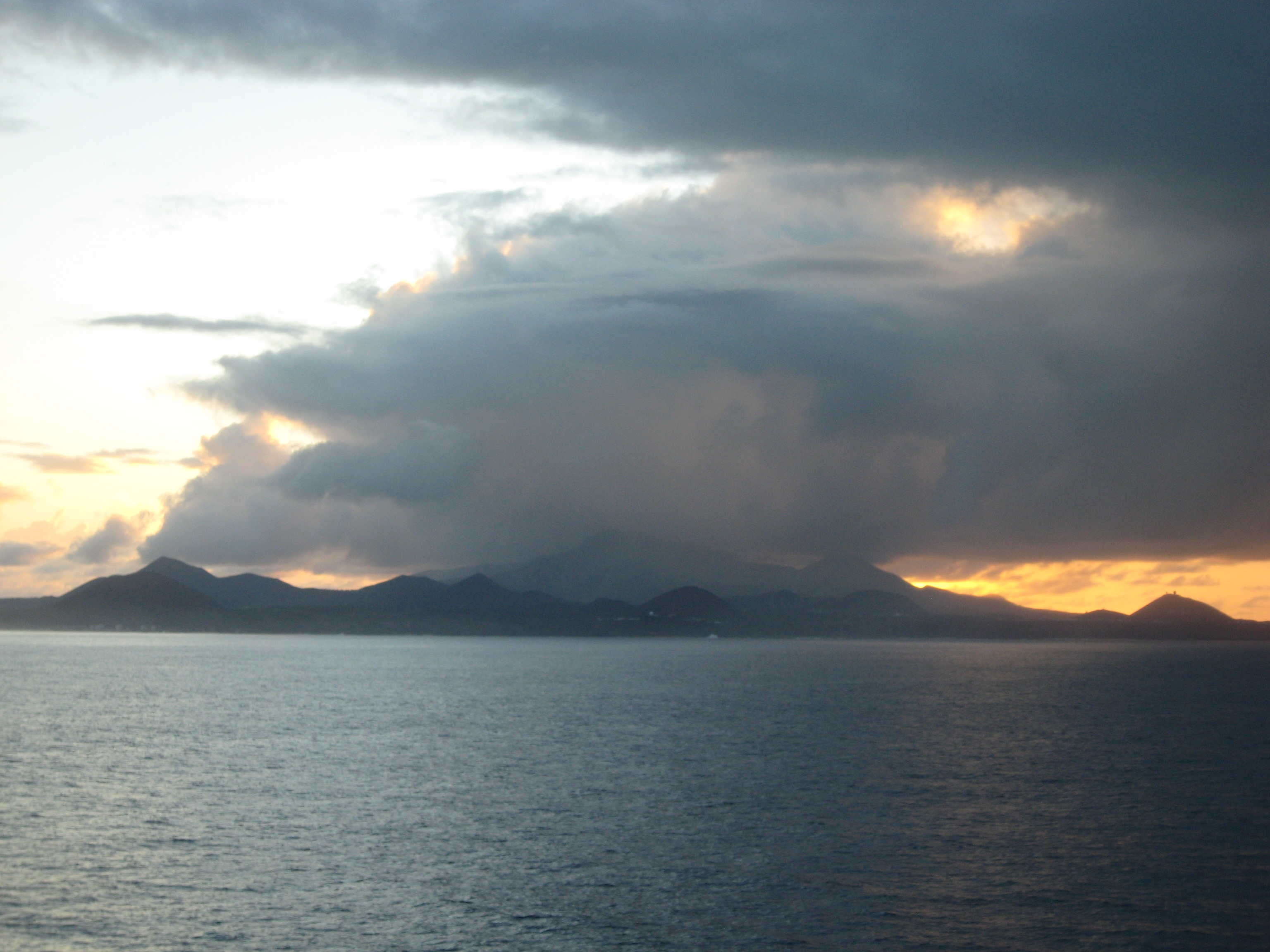
Ascension gezien vanuit het zuiden
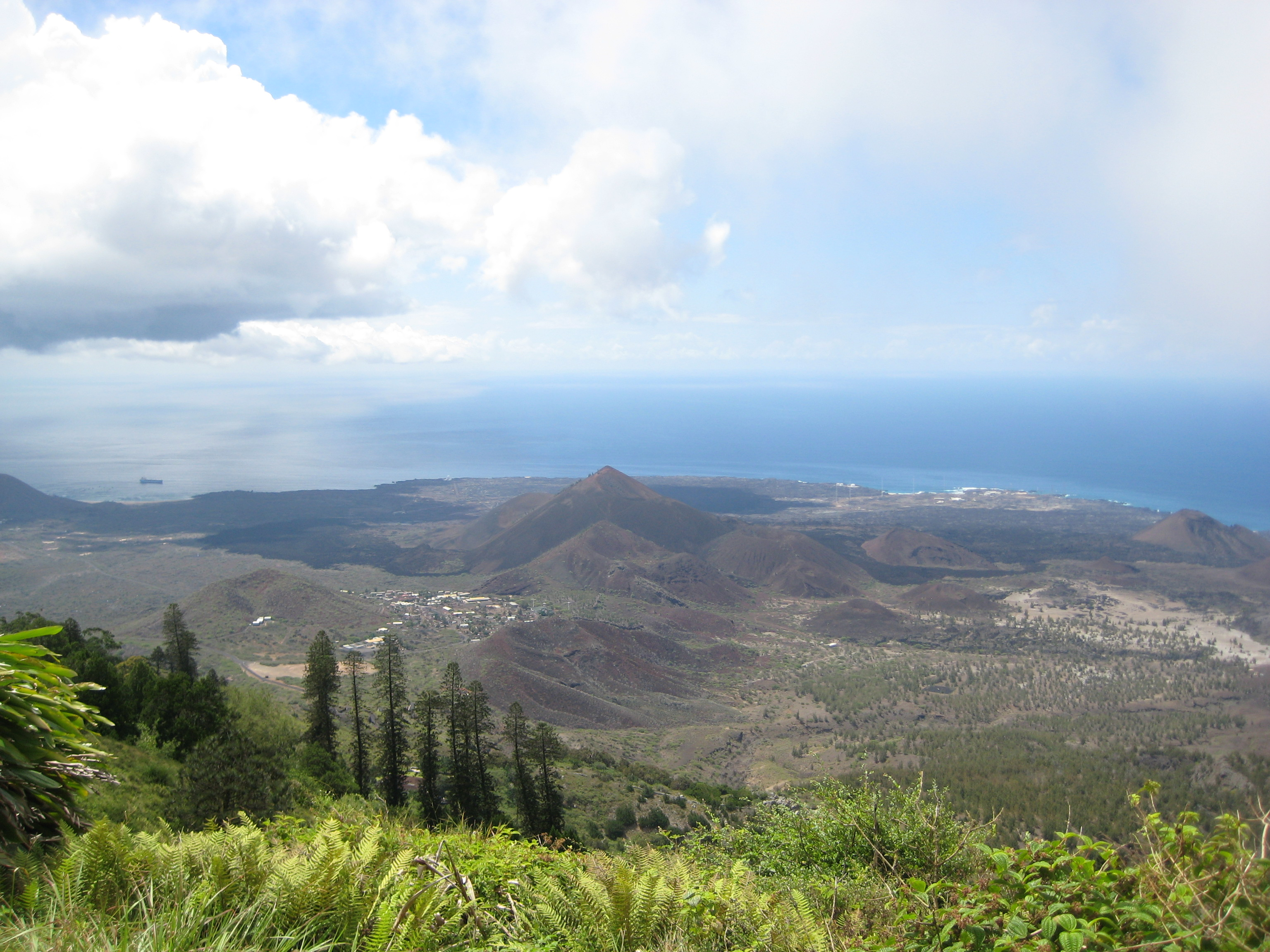
Vanaf top Green Mountain, richting Two Boats Village en Georgetown
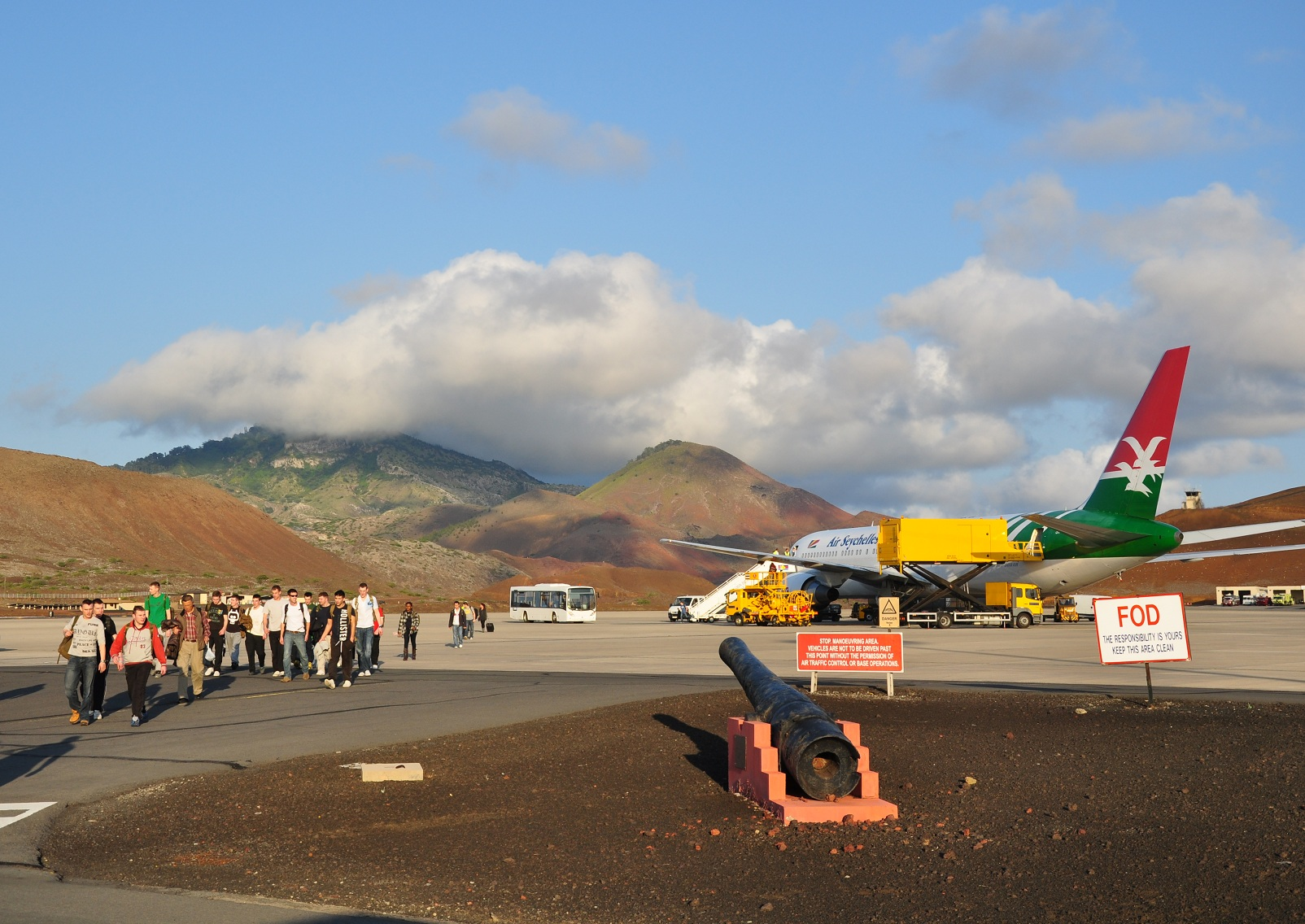
Wideawake airfield
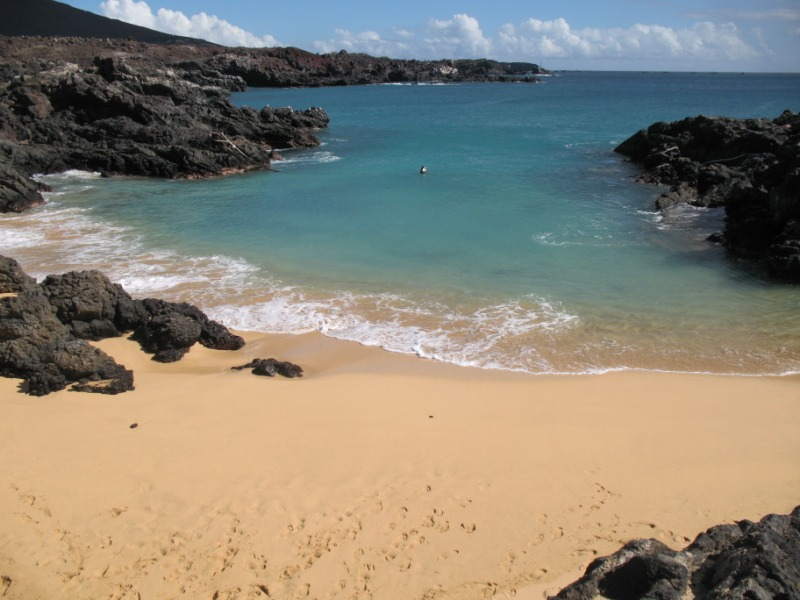
Comfortless cove
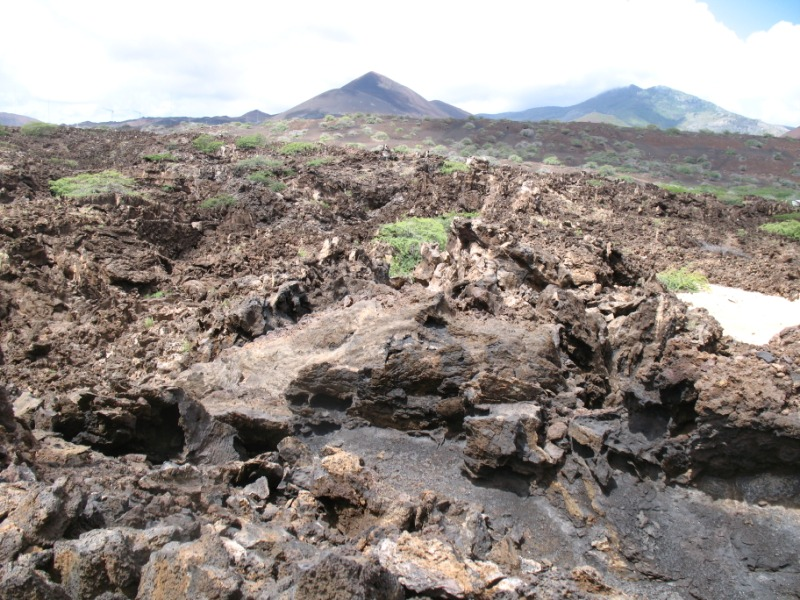
Lavavelden
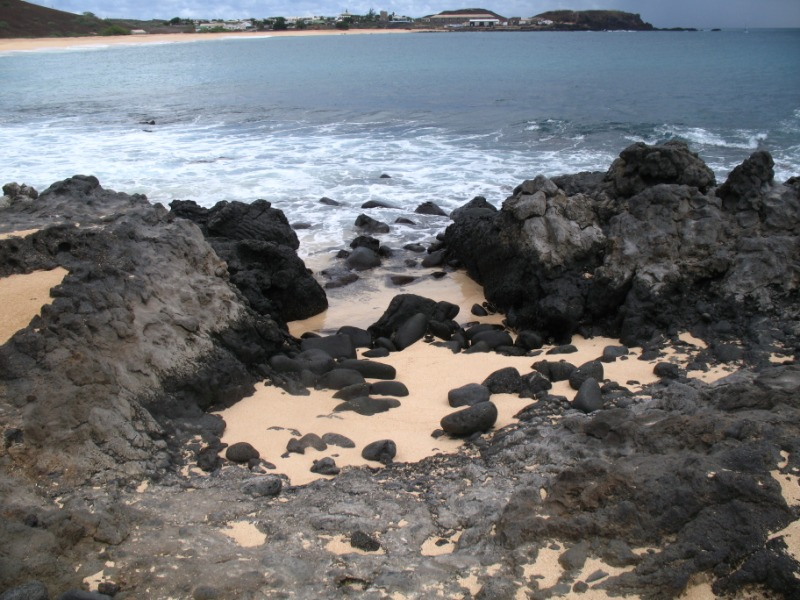
Vulkanische rotsen
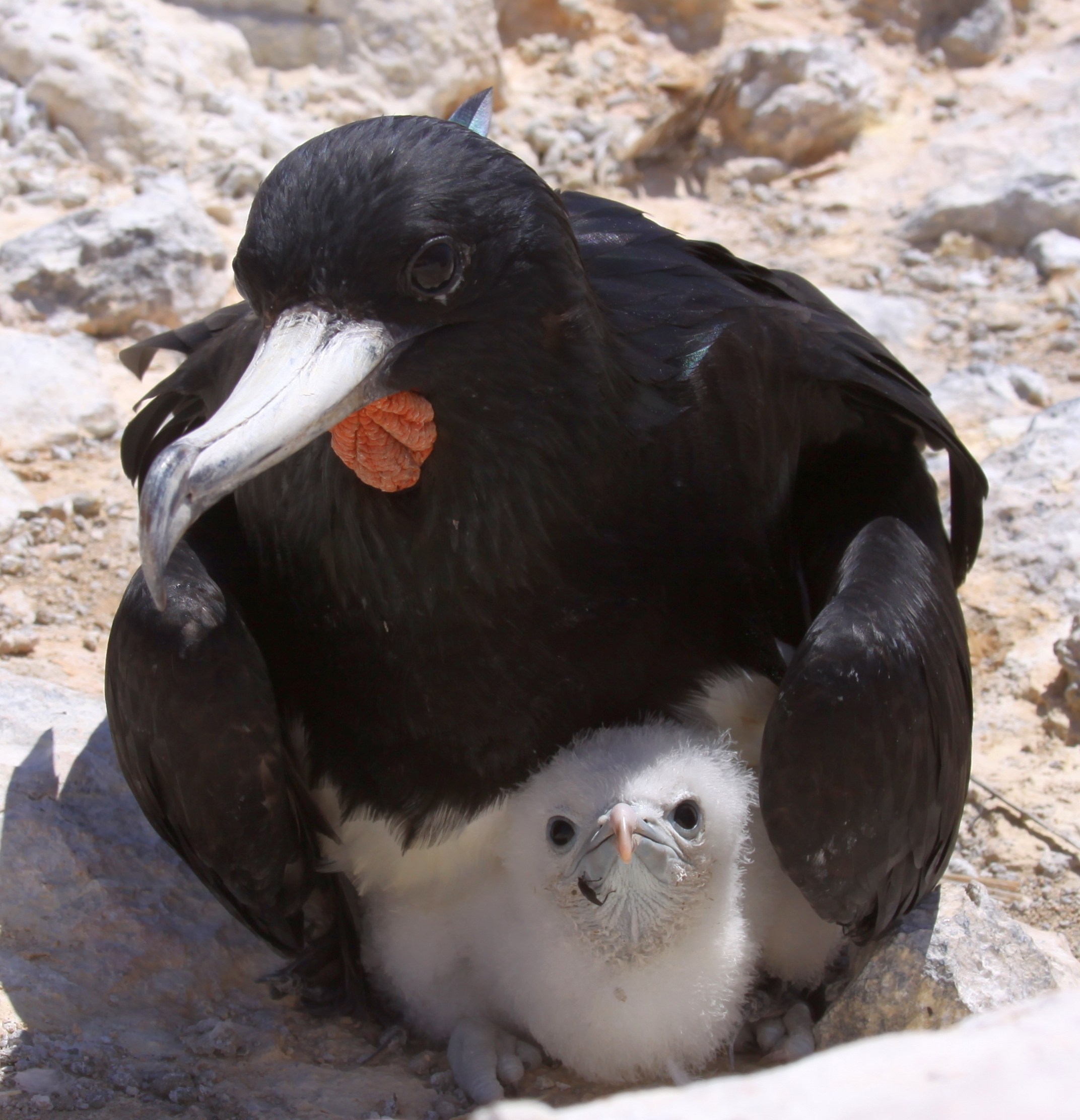
Ascensionfregatvogel, mannetje met kuiken